# Graham Vearncombe
Graham Vearncombe (* 28. März 1934 in Cardiff; † 30. November 1992) war ein walisischer Fußballtorwart. Er war in den 1950er- und frühen 1960er-Jahren als Torhüter seines Heimatklubs Cardiff City bekannt und absolvierte 208 Ligapartien für den Klub. Darüber hinaus bestritt er zwei A-Länderspiele für Wales und war Teil des walisischen Kaders bei der WM-Endrunde 1958 in Schweden. Dort kam er jedoch in keinem der fünf Spiele zum Einsatz.

## Sportlicher Werdegang
Vearncombe wurde in der walisischen Hauptstadt geboren und schloss sich dem dortigen Fußballverein Cardiff City an, der in der höchsten englischen Spielklasse unterwegs war. Am letzten Spieltag der Saison 1952/53 debütierte er bei einer 0:2-Niederlage gegen Aston Villa. In den folgenden zwei Jahren fungierte er als Ersatzkeeper hinter Ron Howells und bestritt vergleichsweise wenige 17 Partien. Ab der Saison 1955/56 war er dann die „neue Nummer 1“ im Gehäuse der „Bluebirds“. Neben dem Klassenerhalt gewann er in derselben Spielzeit den walisischen Pokal über einen 3:2-Finalerfolg über Swansea Town. Während der Spielzeit 1957/58 teilte er sich den Stammplatz mit Ken Jones, bevor er in der folgenden Saison 1958/59 von Ron Nicholls verdrängt wurde. In diesem Jahr bestritt er nur ein Meisterschaftsspiel zum Ende der Saison, war aber mit Ausnahme einer Partie erneut Stammkeeper im Pokal, den Cardiff über ein 2:0 im Finale gegen Lovell’s Athletic erneut errang.
Während dieser Zeit war Vearncombe auch im Fokus der walisischen A-Nationalmannschaft. Nach seinem Debüt am 25. September 1957 in der Qualifikation für die WM-Endrunde in Schweden, das gegen die DDR mit 4:1 gewonnen wurde, gehörte er zum walisischen Kader für das Turnier selbst. Hinter Jack Kelsey und seinem Cardiffer Konkurrenten Ken Jones war er jedoch nur die „Nummer 3“. Er blieb in der walisischen Heimat lediglich „auf Abruf“ und kam letztlich zu keinem Einsatz. Das gleiche Schicksal ereilte George Baker (Plymouth Argyle), John Elsworthy (Ipswich Town) und Len Allchurch (Swansea Town) und einer Überlieferung zufolge haben stattdessen vier Ehefrauen von walisischen Funktionären die Plätze im gefüllten Flugzeug beansprucht. Sein zweites und letztes Länderspiel bestritt er am 28. September 1960 gegen Irland (3:2).
In Cardiff eroberte sich Vearncombe später den Platz zwischen den Pfosten zurück, musste im Jahr 1962 jedoch den Abstieg in die Zweitklassigkeit hinnehmen, bevor er den Klub im Jahr 1964 verließ. Sein letzter Einsatz war im Finalhinspiel des walisischen Pokals, das mit 2:0 gegen Bangor City gewonnen wurde und den Grundstein für die dritte Trophäe in seiner Karriere legte. Im Anschluss ließ Vearncombe beim Amateurklub Merthyr Tydfil seine aktive Laufbahn ausklingen. 
Er verstarb Ende November 1992 im Alter von nur 58 Jahren.

## Titel/Auszeichnungen
- Welsh Cup (3): 1955/56, 1958/59, 1963/64